# إيمي سون
إيمي سون (بالإنجليزية: Amy Sohn)‏ (1973)؛ كاتِبة، سيناريست، صحفية، كاتبة العمود وروائية أمريكية. درست في جامعة براون.

## روابط خارجية
- إيمي سون على موقع IMDb (الإنجليزية)
- إيمي سون على موقع قاعدة بيانات الفيلم (الإنجليزية)